# Punctelia constantimontium
Punctelia constantimontium är en lavart som beskrevs av Sérus. Punctelia constantimontium ingår i släktet Punctelia och familjen Parmeliaceae.   Inga underarter finns listade i Catalogue of Life.